# Torre de Das
La Torre de Das, anomenada «la torreta», s'alça aigua amunt del poble de Das, en l'antic camí del coll de Jou (serra del Moixerò), a tocar del torrent de la Coma Oriola, abans d'abocar-se a la Valirota.

## Història
El lloc de Das, escrit en la forma «Adaz», és esmentat al segle x, concretament l'any 965, en l'acta testamentària del comte Sunifred II de Cerdanya, com a límit de l'alou d'Urús que el comte llegà al monestir de Sant Miquel de Cuixà. Tanmateix, la torre de Das no apareix documentada fins al segle xv tot i que el seu origen és molt més reculat. La torre fou fundada en època romana i es relaciona amb el control del coll de Jou i la comunicació amb la vall de Bagà i la via que remuntava el riu Llobregat. Tot i el seu origen romà, segurament fou utilitzada com a torre de defensa en època medieval, com demostra un document de l'any 1474 en el qual s'esmenta la torre de Das com un dels llocs fortificats del comtat de Cerdanya que es revoltaren contra el rei Lluís XI de França.

## Arquitectura
Les restes de la fortalesa que han perdurat fins avui corresponen a la base atalussada de la torre, construïda sobre una prominència rocosa del terreny i que dibuixa, a nivell de sòl, un perímetre rectangular. Les dimensions del llenç de mur meridional són de 9,5 m a la base, 7 m a la part més alta per 4,5 m d'alçada aproximadament. L'amplada dels murs és de 1,5 metres. El carreus són força grans, de pedra local, ben escairats i lligats amb morter de calç.